# Acondrite

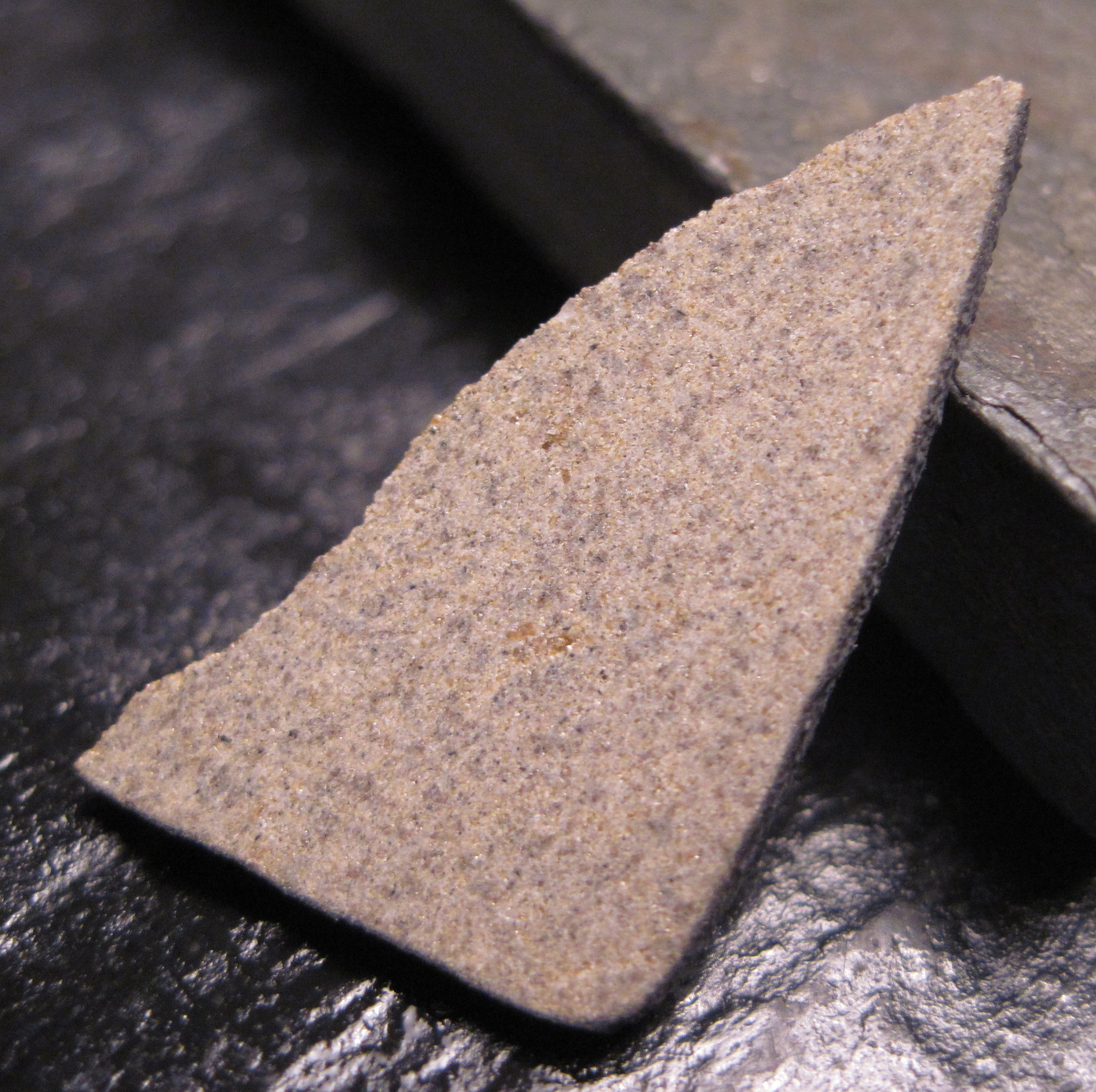
Una fetta del meteorite Agoult (eucrite). È possibile notare l'assenza di condruli.

Un'acondrite è una meteorite rocciosa composta da materiale simile al basalto terrestre o alle rocce intrusive.

## Origine e caratteristiche
Innanzitutto, come già si può dedurre dal nome, la principale caratteristica consiste nell'assenza delle condrule. Questa assenza si spiega con il fatto che le acondriti sono meteoriti differenziate, cioè il materiale che le compone è stato sottoposto a fusione, differenziazione e ricristallizzazione all'interno del corpo progenitore. Come risultato di questi processi, le acondriti presentano distintive caratteristiche ignee.

## Classificazione
Circa l'8% delle meteoriti conosciute sono acondriti e la maggior parte di esse (circa due terzi) sono meteoriti HED che si sono originate dalla crosta dell'asteroide 4 Vesta. Gli altri tipi includono le meteoriti marziane, le meteoriti lunari e altri tipi originatisi da corpi progenitori ancora sconosciuti.
Queste suddivisioni sono state determinate sulla base ad esempio dei rapporti tra gli elementi Fe/Mn e tra gli isotopi dell'ossigeno 17O/18O evidenziando le parentele con asteroidi e pianeti conosciuti.
La classificazione più comune delle acondriti è la seguente:
- Acondriti primitive (PAC group)
  - Acapulcoite
  - Winonaiti
  - Lodraniti
  - Ureliti
  - Brachiniti
- Acondriti asteroidali
  - Acondriti HED (Vesta)
    - Eucriti
    - Diogeniti
    - Howarditi
    - Diogeniti dunite
    - Diogeniti olivina

  - Angriti
  - Aubriti
- Meteoriti marziane
  - Meteoriti SNC
    - Shergottiti
    - Nakhliti
    - Chassigniti

  - Meteoriti OPX (ALH 84001)
- Meteoriti lunari (Lunaniti) 
  - Brecce da impatto
  - Basalti lunari